# Stefan Larsson (inredare)
Stefan Larsson, född 30 september 1982, är en svensk inredare och TV-hallåa, mest känd från SVT:s programserie Sommartorpet 2008 som han ledde tillsammans med inredningskollegan Isabelle Halling. Larsson fick praktikplats i Sommartorpet 2007 när programmet leddes av Ernst Kirchsteiger. 
Sommaren 2014 började han som programpresentatör (hallåa) på TV4 AB.

## TV-program
- Sommartorpet (2008)